# Bansur
Bansur — метеорит-хондрит масою 42100 грам.